# Charles Chesnelong (écrivain)
Pour les articles homonymes, voir Chesnelong et Charles Chesnelong.
Charles Chesnelong, né le 19 août 1881 à Orthez, ville où il est mort le 24 mai 1958, est un homme de lettres et historien français.

## Biographie
Petit-fils de Charles Chesnelong (1820-1899), il est docteur en droit.
Il est lauréat du prix Hercule-Catenacci de l'Académie française en 1941.

## Publications
- Les derniers jours de l'empire et le gouvernement de M. Thiers (1932)
- L'avènement de la république (1873-1875) : mémoires publiés par son petit-fils (1934)
- Rome (1939, Prix Hercule-Catenacci)
- Salazar (1939)
- Le Béarn (1943)